# Dysauxes
Dysauxes é um gênero de traça pertencente à família Arctiidae.